# Arn von Salzburg
Arn (oder Arno) von Salzburg (* nach 740 im Isengau, Bayern; † 24. Januar 821 in Salzburg) war ein katholischer Abt im Kloster des heiligen Amandus in Elno (heute Saint-Amand-les-Eaux), Bischof und später erster Erzbischof der neuen Erzdiözese Salzburg und Abt des Klosters Sankt Peter. Arn wird in der römisch-katholischen Kirche als Seliger verehrt. Sein Gedenktag ist der 24. Januar.
Der Name Arn, lateinisch auch Aquila, ist althochdeutsch und bedeutet ‚Adler‘.

## Leben und Wirken
Arno stammte aus dem bairischen Adelsgeschlecht der Fagana und wurde in Freising erzogen. 765 wurde er zum Diakon, 776 oder 777 zum Priester geweiht. Er wurde Benediktinermönch des Klosters Elno (Coenobium Elnonense) in der Grafschaft Flandern und war dort seit dem 26. Mai 782 Abt. Tassilo III. ernannte ihn 785 als Nachfolger von Virgil zum Bischof von Salzburg. Die Bischofsweihe erhielt er am 11. Juni 785.
787 versuchte er in Rom bei Papst Hadrian I. zu Gunsten Tassilos zu vermitteln, konnte aber den Sturz Tassilos und dessen Verurteilung 788 in Ingelheim nicht verhindern. Nach dem Sturz des Herzogs wurde Arn ein Freund und Vertrauter Karls des Großen. Nach 788 ließ er die Notitia Arnonis (ein Verzeichnis der Besitztümer Salzburgs) anfertigen, die 790 von Karl bestätigt wurde; seit 791 war er einer von zwölf erwählten Gesandten des Königs (sogenannter Königsbote).
Im Auftrag des Frankenkönigs reiste er 797 nach Rom zu Papst Leo III. und erwirkte dort am 20. April 798 die Erhebung Salzburgs zum Erzbistum, dem die Suffraganbistümer Freising, Neuburg, Passau, Regensburg und Säben unterstanden. Als Missionsgebiet gehörten ihm Karantanien (Kärnten) bis zur Draumündung und Pannonien, das Siedlungsgebiet der Awaren. Er weihte selbst Kirchen und Priester im Awarenland und sandte einen Missionspriester namens Ingo samt 13 weiteren Priestern nach Karantanien, die dort von 785 bis 798 wirkten. Arno erhielt vom König die Erlaubnis, den Chorepiskopat von Karantanien zu erneuern, und bestellte Theoderich († 821) zum Regionarbischof (Chorbischof).
Alkuin, ein enger Berater des Kaisers, riet Arno, die Zehentlast für Karantanien zu reduzieren, um nicht wie im Falle der Sachsenmission Aufstände zu provozieren. Statt des regulären Zehents, des zehnten Teils der jährlich schwankenden Ernteerträge, führte Arno daher den sogenannten „Slawenzehent“ als wesentlich geringere und gleichbleibende Abgabe ein. Der Slawenzehent wurde erst im 11. Jahrhundert, als Widerstand offenbar nicht mehr zu befürchten war, von Erzbischof Gebhard von Salzburg († 1088) in den allgemeinen Zehent umgewandelt.
Arno begleitete 799 Papst Leo III., der zu Karl geflohen war, nach Rom zurück und war auch am 25. Dezember 800 bei der Kaiserkrönung Karls in Rom anwesend. Er förderte in Salzburg und in Saint-Amand Wissenschaft und Kunst und war mit Alkuin und Angilbert befreundet. Er ließ eine Bibliothek anlegen und veranlasste die Aufzeichnung der Geschichte Salzburgs (Annales Juvavenses maximi).
Er nahm 809 am Konzil von Aachen teil und formulierte dort die von Kaiser Karl akzeptierten und zum Papst weitergeleiteten Beschlüsse.
Anlässlich des Jubiläums „1200 Jahre Erzbistum Salzburg“ wurde durch das Land Salzburg der Arnoweg, ein Weitwander-Rundweg durch das ganze Salzburgerland, geschaffen.